# Angilramno di Metz
Angilramno di Metz (Sens, ... – Metz, 26 ottobre 791) è stato un abate e vescovo tedesco.
È venerato come santo.

## Agiografia
Monaco nell'abbazia di sant'Avoldo, nel 768 divenne vescovo di Metz per intervento di Pipino il Breve e ricevette dal papa il titolo di arcivescovo. Nel 770 divenne il settimo Abate dell'Abbazia di Saint-Pierre de Senones. Amico di Carlo Magno, lo accompagnò in quasi tutti i suoi viaggi e nel 781 divenne cappellano di corte.
Egli creò uno scriptorium nella cattedrale di Metz. Verso il 783 chiese a Paolo Diacono di redigere le Gesta episcoporum Mettensium per narrare la storia dei vescovi di Metz e della dinastia carolingia.
Verso il 785 avrebbe inviato a papa Adriano I i Capitula Angilramni, una raccolta di diritto canonico riguardante i vescovi. Avrebbe scritto tale opera per difendersi da coloro che lo accusavano di violare il diritto canonico risiedendo presso Carlomagno e non nella sua diocesi. I Capitula sono oggi considerati un falso del IX secolo, come i falsi decretali dello Pseudo-Isidoro.
Redasse una delle prime revisioni della Bibbia.
Morì nel 791 accompagnando Carlo Magno in una delle sue campagne contro gli Avari. Il suo corpo venne inumato nell'abbazia di sant'Avoldo.
Venerato come santo, la sua memoria liturgica cade il 25 ottobre.